# Eilhard Mitscherlich
Eilhard Mitscherlich (1794-1863) fue un químico y cristalógrafo alemán. Se dedicó primero a la historia y a la filosofía, y después a la química. En 1821, fue nombrado profesor de esta disciplina en la Universidad de Berlín.[cita requerida]
El descubrimiento del isomorfismo condujo a Mitscherlich a establecer en 1819 que los compuestos isomórficos tienen análoga estructura molecular. Este enunciado lo utilizó ampliamente Jöns Jacob Berzelius para la determinación de pesos atómicos de muchos elementos.
- Datos: Q62518
- Multimedia: Eilhard Mitscherlich / Q62518